# Herman Silva
Herman Guillermo Silva Sanhueza (n. Penco, Concepción, 6 de marzo de 1931 - f. Maipú, Santiago, 12 de agosto de 2025) fue un político chileno. Ex alcalde del municipio santiaguino de Maipú en dos periodos (1993-1996 y 1996-2000), siendo concejal hasta 2012.
Fue casado con Francisca Asencio. Políticamente fue militante demócrata cristiano y consejero del partido a nivel comunal.

## Historial electoral

### Elecciones municipales de 1992
- Elecciones municipales de 1992, para la alcaldía y concejo municipal de Maipú[1]

(Se consideran solo candidatos con sobre el 3% de los votos)
| Candidato                    | Pacto                          | Partido | Votos  | %     | Resultado |
| ---------------------------- | ------------------------------ | ------- | ------ | ----- | --------- |
| Herman Silva Sanhueza        | Concertación por la Democracia | PDC     | 10.665 | 11,74 | Alcalde   |
| Mario Ortiz Quiroga          | Concertación por la Democracia | PDC     | 8.564  | 9,43  | Concejal  |
| José Olivares Montoya        | Concertación por la Democracia | PPD     | 7.903  | 8,70  | Concejal  |
| Humberto Salas Mayorga       | Concertación por la Democracia | PDC     | 7.257  | 7,99  | Concejal  |
| Roberto Sepúlveda Hermosilla | Participación y Progreso       | RN      | 6.778  | 7,46  | Concejal  |
| Luis Ferrada Urzua           | Participación y Progreso       | RN      | 5.392  | 5,94  | Concejal  |
| Hilda Porras Zúñiga          | Participación y Progreso       | UDI     | 4.414  | 4,86  | Concejal  |
| Ignacio Aliaga Riquelme      | Concertación por la Democracia | PS      | 4.303  | 4,74  |           |
| Hector Canales Morales       | Concertación por la Democracia | PDC     | 4.215  | 4,64  | Concejal  |
| Juan Vial Gaete              | Participación y Progreso       | UDI     | 4.137  | 4,56  |           |
| Enrique Rebolledo Isla       | Participación y Progreso       | RN      | 3.806  | 4,19  |           |
| Laín Aymans Escobar          | Concertación por la Democracia | PS      | 3.668  | 4,04  |           |
| Carlos Améstica Morales      | Independiente (Fuera de pacto) | IND     | 2.842  | 3,13  |           |

### Elecciones municipales de 1996
- Elecciones municipales de 1996, para la alcaldía y concejo municipal de Maipú[2]

(Se consideran solo candidatos con sobre el 1% de los votos)
| Candidato                    | Pacto                                         | Partido | Votos  | %     | Resultado |
| ---------------------------- | --------------------------------------------- | ------- | ------ | ----- | --------- |
| Herman Silva Sanhueza        | Concertación por la Democracia                | PDC     | 36.275 | 38,09 | Alcalde   |
| Roberto Sepúlveda Hermosilla | Unión Por Chile                               | RN      | 10.894 | 11,44 | Concejal  |
| Luis Ferrada Urzua           | Unión Por Chile                               | RN      | 7.087  | 7,44  | Concejal  |
| Rafael Aguilar Salas         | Concertación por la Democracia                | PS      | 7.075  | 7,43  | Concejal  |
| Juan Vial Gaete              | Unión Por Chile                               | UDI     | 5.232  | 5,49  |           |
| Mario Ortiz Quiroga          | Concertación por la Democracia                | PDC     | 4.891  | 5,14  | Concejal  |
| José Olivares Montoya        | Concertación por la Democracia                | PPD     | 3.999  | 4,20  | Concejal  |
| Carlos Jara Garrido          | Concertación por la Democracia                | PPD     | 3.329  | 3,50  |           |
| Omar Rojas Sáez              | La Izquierda                                  | PC      | 2.572  | 2,70  |           |
| Filomena Prieto Albrecht     | La Izquierda                                  | PC      | 1.399  | 1,47  |           |
| Angel Terán Rodríguez        | Opción Humanista                              | ILEIH   | 1.343  | 1,41  |           |
| Justo Hernández Saavedra     | Independientes Progresistas por Centro Centro | ILB     | 1.256  | 1,32  |           |
| Mauricio Soto Vidal          | Concertación por la Democracia                | PDC     | 1.238  | 1,30  | Concejal  |
| Juan Correa Gutiérrez        | Independiente (Fuera de pacto)                | IND     | 1.121  | 1,18  |           |
| Roberto Durán Valenzuela     | Independientes Progresistas por Centro Centro | UCCP    | 1.051  | 1,10  |           |
| Edmundo Gago Rojas           | Concertación por la Democracia                | PRSD    | 958    | 1,01  | Concejal  |

### Elecciones municipales de 2000
- Elecciones municipales de 2000, para la alcaldía y concejo municipal de Maipú[3]

(Se consideran solo candidatos con sobre el 0,5% de los votos)
| Candidato                   | Pacto                                      | Partido | Votos  | %     | Resultado |
| --------------------------- | ------------------------------------------ | ------- | ------ | ----- | --------- |
| Roberto Sepúlveda Sanhueza  | Alianza por Chile                          | UDI     | 25.272 | 23,43 | Alcalde   |
| Herman Silva Sanhueza       | Concertación de Partidos por la Democracia | PDC     | 23.967 | 22,22 | Concejal  |
| Rafael Aguilar Salas        | Concertación de Partidos por la Democracia | PS      | 10.367 | 9,61  | Concejal  |
| René Panozo Villarroel      | Concertación de Partidos por la Democracia | PPD     | 8.913  | 8,26  | Concejal  |
| Benjamín Correa Palacios    | Alianza por Chile                          | UDI     | 7.763  | 7,20  | Concejal  |
| José Olivares Montoya       | Concertación de Partidos por la Democracia | PPD     | 6.979  | 6,47  |           |
| Mauricio Soto Vidal         | Concertación de Partidos por la Democracia | PDC     | 4.962  | 4,60  | Concejal  |
| Álvaro Arriagada Norambuena | Alianza por Chile                          | RN      | 3.699  | 3,43  |           |
| Luis Ferrada Urzua          | Alianza por Chile                          | RN      | 3.575  | 3,31  |           |
| Omar Rojas Saez             | La Izquierda                               | PC      | 1.764  | 1,64  |           |
| Mauricio Ovalle Urrea       | Concertación de Partidos por la Democracia | PDC     | 1.757  | 1,63  | Concejal  |
| Hugo Marchant Guzmán        | Concertación de Partidos por la Democracia | PS      | 1.709  | 1,58  |           |
| Hector Canales Morales      | Alianza por Chile                          | ILC     | 1.106  | 1,03  |           |
| Filomena Prieto Albrecht    | La Izquierda                               | PC      | 1.022  | 0,95  |           |
| Edmundo Gago Rojas          | Concertación de Partidos por la Democracia | PRSD    | 989    | 0,92  |           |
| Sila Amestica Ogalde        | Humanistas y Ecologistas                   | PH      | 755    | 0,70  |           |
| Francisco Aguirre Balmaceda | Alianza por Chile                          | UDI     | 627    | 0,58  | Concejal  |

### Elecciones municipales de 2004
- Elecciones municipales de 2004, por el concejo municipal de Maipú[4]

(Se consideran solo los candidatos con más del 2,3% de los votos)
| Candidato                   | Pacto                          | Partido | Votos  | %     | Resultado |
| --------------------------- | ------------------------------ | ------- | ------ | ----- | --------- |
| Herman Silva Sanhueza       | Concertación por la Democracia | PDC     | 22.802 | 18,63 | Concejal  |
| René Panozo Villarroel      | Concertación por la Democracia | PPD     | 13.242 | 10,82 | Concejal  |
| Carolina Lizama Villar      | Alianza                        | ILB     | 11.334 | 9,26  | Concejal  |
| Benjamín Correa Palacios    | Alianza                        | UDI     | 10.407 | 8,50  | Concejal  |
| Rafael Aguilar Salas        | Concertación por la Democracia | PS      | 9.853  | 8,05  | Concejal  |
| Leonardo Parada Ferrada     | Alianza                        | UDI     | 9.457  | 7,73  | Concejal  |
| Andrea Tohá Veloso          | Concertación por la Democracia | ILC     | 8.878  | 7,25  |           |
| Francisco Aguirre Balmaceda | Alianza                        | UDI     | 6.601  | 5,39  | Concejal  |
| Mauricio Ovalle Urrea       | Concertación por la Democracia | PDC     | 4.871  | 3,98  | Concejal  |
| José Ruiz Figueroa          | Concertación por la Democracia | PDC     | 4.539  | 3,71  | Concejal  |
| Jaime Faúndez Arancibia     | Concertación por la Democracia | PDC     | 3.699  | 3,02  |           |
| Hernán Barahona Muñoz       | Juntos Podemos                 | PC      | 3.471  | 2,84  |           |
| José Olivares Montoya       | Concertación por la Democracia | PS      | 2.821  | 2,30  |           |

### Elecciones municipales de 2008
- Elecciones municipales de 2008, por el concejo municipal de Maipú[5]

(Se consideran solo candidatos con más 1,7% de los votos)
| Candidato                   | Pacto                    | Partido | Votos  | %     | Resultado |
| --------------------------- | ------------------------ | ------- | ------ | ----- | --------- |
| Herman Silva Sanhueza       | Concertación Democrática | PDC     | 14.065 | 11,14 | Concejal  |
| Marcelo Torres Ferrari      | Alianza                  | RN      | 10.691 | 8,47  | Concejal  |
| Carlos Jara Garrido         | Concertación Progresista | PPD     | 6.442  | 5,10  | Concejal  |
| Antonio Neme Fajuri         | Alianza                  | UDI     | 6.047  | 4,79  | Concejal  |
| Carolina Lizama Villar      | Alianza                  | UDI     | 5.422  | 4,30  |           |
| Mauricio Ovalle Urrea       | Concertación Democrática | PDC     | 5.234  | 4,15  | Concejal  |
| Christian Vittori Muñoz     | Concertación Democrática | PDC     | 5.154  | 4,08  | Concejal  |
| Patricia Irribarra Torres   | Concertación Democrática | ILC     | 5.053  | 4,00  |           |
| Marcela Silva Nieto         | Concertación Democrática | PS      | 4.934  | 3,91  | Concejal  |
| Hernán Calderón Ruiz        | Concertación Democrática | PS      | 4.778  | 3,79  |           |
| Carlos Richter Borquez      | Alianza                  | RN      | 4.436  | 3,51  | Concejal  |
| Carol Bortnick De Mayo      | Concertación Progresista | ILF     | 4.334  | 3,43  | Concejal  |
| Jaime Faundez Arancibia     | Concertación Democrática | PDC     | 3.682  | 2,92  |           |
| Leonor Benavides Morgan     | Alianza                  | RN      | 2.924  | 2,32  |           |
| Gabriela Chávez Rodríguez   | Concertación Progresista | PPD     | 2.846  | 2,25  |           |
| Alejandro Sáez Vargas       | Alianza                  | RN      | 2.657  | 2,11  |           |
| Leonardo Parada Ferrada     | Alianza                  | UDI     | 2.494  | 1,98  |           |
| Cristian Rubio Haring       | Concertación Democrática | PS      | 2.260  | 1,79  |           |
| Nadia Ávalos Olmos          | Juntos Podemos Más       | PC      | 2.210  | 1,75  | Concejal  |
| José Salvador Ruiz Figueroa | Por un Chile Limpio      | PRI     | 2.150  | 1,70  |           |

### Elecciones municipales de 2012
- Elecciones municipales de 2012, por el concejo municipal de Maipú[6]

(Se consideran los candidatos con más del 2,5% de los votos)
| Candidato                   | Pacto                    | Partido | Votos  | %     | Resultado |
| --------------------------- | ------------------------ | ------- | ------ | ----- | --------- |
| Herman Silva Sanhueza       | Concertación Democrática | PDC     | 11.862 | 10,96 | Concejal  |
| Alejandro Almendares Müller | Coalición                | ILH     | 9.360  | 8,65  | Concejal  |
| Marcelo Torres Ferrari      | Coalición                | RN      | 7.228  | 6,68  | Concejal  |
| Carol Bortnick de Mayo      | Por un Chile Justo       | PPD     | 7.173  | 6,63  | Concejal  |
| Antonio Neme Fajuri         | Coalición                | UDI     | 5.683  | 5,25  | Concejal  |
| Carlos Jara Garrido         | Por un Chile Justo       | PPD     | 4.533  | 4,19  | Concejal  |
| Marcela Silva Nieto         | Concertación Democrática | PS      | 3.984  | 3,68  | Concejal  |
| Ariel Ramos Stocker         | Por un Chile Justo       | PC      | 3.716  | 3,43  | Concejal  |
| Abraham Donoso Morales      | Concertación Democrática | PDC     | 3.248  | 3,00  | Concejal  |
| Mauricio Ovalle Urea        | Concertación Democrática | PDC     | 3.211  | 2,98  | Concejal  |
| Carlos Richter Borquez      | Coalición                | RN      | 3.016  | 2,79  |           |
| Patricia Irribarra Torres   | Concertación Democrática | PDC     | 3.005  | 2,78  |           |
| Mauricio Llaitul Acum       | Por un Chile Justo       | ILE     | 2.785  | 2,57  |           |